# Andrea Berg
Andrea Berg (ur. 28 stycznia 1966 w Krefeld) – niemiecka piosenkarka, laureatka złotych i platynowych płyt oraz innych nagród.
Z zawodu pielęgniarka, muzyczną karierę rozpoczęła w 1993 roku, kiedy to producent Eugen Römer po wysłuchaniu jej kasety demo, zafascynowany jej głosem, w ciągu tygodnia nagrał jej pierwsze piosenki na debiutancki album Du bist frei (pl. Jesteś wolny). Wśród tych piosenek przebojem okazała się piosenka Kilimandżaro. Ten sam producent wydał jej kolejny album Gefühle (pl. Uczucia), który przyniósł jej sukces w karierze muzycznej. Rok 1997 przyniósł kolejny album Träume lügen nicht (pl. Marzenia nie kłamią), a piosenka Träume lügen nicht przez 15 tygodni utrzymywała się na 1. miejscu radiowej listy przebojów. Kolejne lata przyniosły piosenkarce kolejne albumy i nagrody, a album Best of przez rekordowy okres 317 tygodni znajdował się wśród 100 najlepszych albumów na niemieckiej TOP-liście i znajdował się tam najdłużej z wszystkich albumów tej listy.
Album Splitternackt przez wiele tygodni utrzymywał się na 1. miejscu Media-Control-Album-Charts.
Jest matką córki Leny-Marii (1998). Była żoną piosenkarza Olafa Henninga (2002-2004). Od roku 2007 jest żoną menedżera piłkarskiego i hotelowego Ulricha Ferbera.

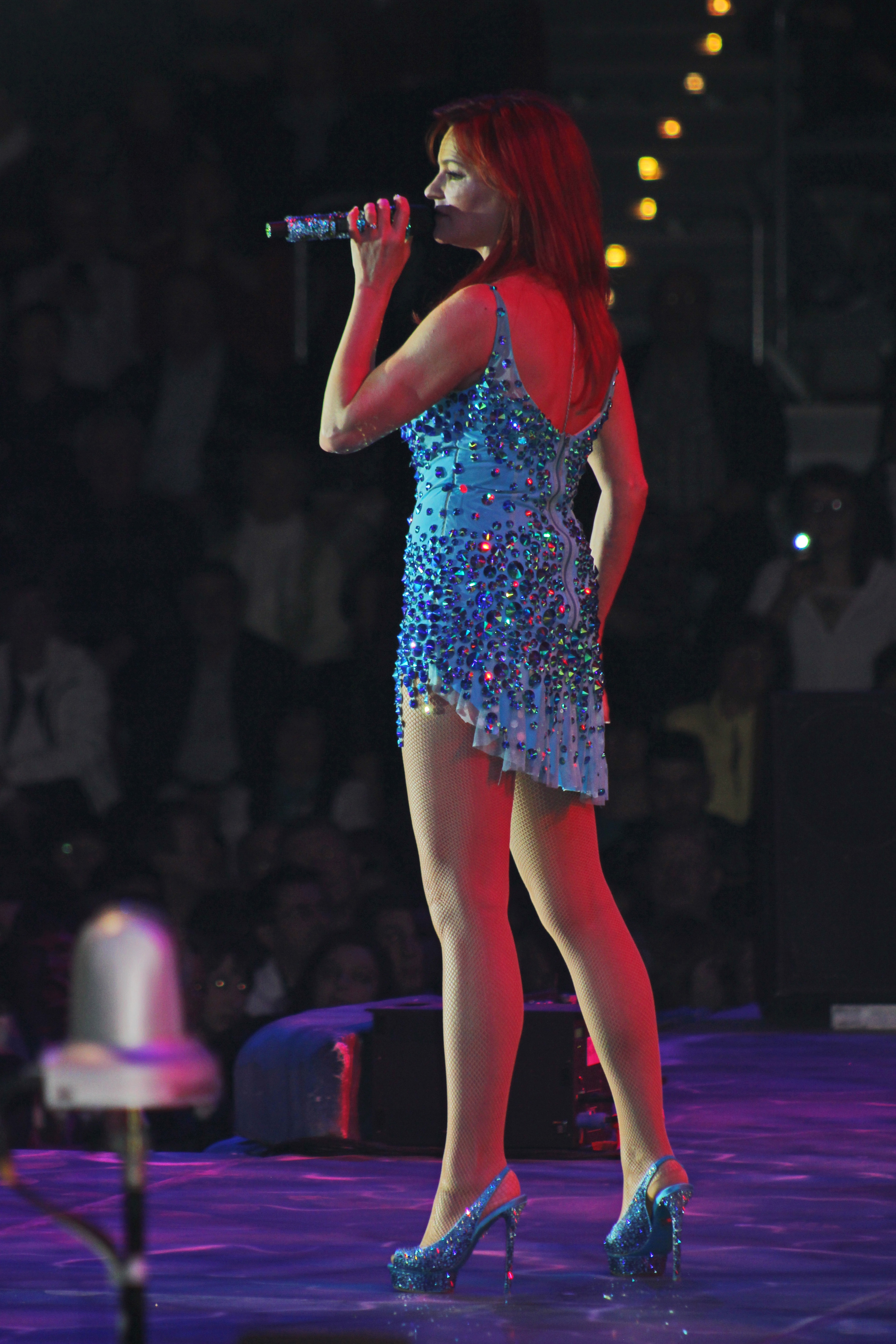
Andrea Berg w Chemnitz w lutym 2014

## Dyskografia
Albumy
| Du bist frei                | - Data: 1993 - Wydawca: White Records                   | 49 | 40 | –  | – | - GER: platynowa płyta    |
| Gefühle                     | - Data: 13 października 1995 - Wydawca: White Records   | 19 | 65 | –  | – |                           |
| Träume lügen nicht          | - Data: 21 lipca 1997 - Wydawca: Jupiter Records        | 71 | –  | –  | – | - GER: złota płyta        |
| Zwischen tausend Gefühlen   | - Data: 24 sierpnia 1998 - Wydawca: Jupiter Records     | 86 | –  | –  | – |                           |
| Weil ich verliebt bin       | - Data: 18 października 1999 - Wydawca: Jupiter Records | –  | –  | –  | – | - GER: złota płyta        |
| Wo liegt das Paradies       | - Data: 5 marca 2001 - Wydawca: Jupiter Records         | 42 | –  | –  | – | - GER: platynowa płyta    |
| Nah am Feuer                | - Data: 2 kwietnia 2002 - Wydawca: Jupiter Records      | 18 | 26 | –  | – | - GER: złota płyta        |
| Machtlos                    | - Data: 19 maja 2003 - Wydawca: Jupiter Records         | 1  | 8  | –  | – | - GER: platynowa płyta    |
| Du                          | - Data: 5 lipca 2004 - Wydawca: Ariola                  | 1  | 1  | 33 | – | - GER: platynowa płyta    |
| Splitternackt               | - Data: 7 kwietnia 2006 - Wydawca: Ariola               | 1  | 1  | 19 | – | - GER: 2x platynowa płyta |
| Dezember Nacht              | - Data: 2 listopada 2007 - Wydawca: Sony BMG            | 8  | 9  | 95 | – | - GER: 3x platynowa płyta |
| Zwischen Himmel & Erde      | - Data: 7 kwietnia 2009 - Wydawca: Sony Music           | 1  | 1  | 9  | – | - GER: 3x platynowa płyta |
| Schwerelos                  | - Data: 22 października 2010 - Wydawca: Sony Music      | 1  | 1  | 9  | – | - GER: 3x platynowa płyta |
| Abenteuer                   | - Data: 23 września 2011 - Wydawca: Sony Music          | 1  | 1  | 2  | – | - GER: 3x platynowa płyta |
| Atlantis                    | - Data: 27 września 2013 - Wydawca: Sony Music          | 1  | 1  | 1  | 5 | - GER: 5x platynowa płyta |
| „–” album nie był notowany. |                                                         |    |    |    |   |                           |

Kompilacje
| Best Of                     | - Data: 8 października 2001 - Wydawca: Jupiter Records | 18 | 5 | 56 | – | - GER: 6x platynowa płyta |
| Die neue Best of            | - Data: 2 kwietnia 2007 - Wydawca: Sony BMG            | 4  | 1 | 7  | – | - GER: 2x platynowa płyta |
| My Danish Collection        | - Data: 4 czerwca 2013 - Wydawca: Sony Music           | –  | – | –  | 1 |                           |
| „–” album nie był notowany. |                                                        |    |   |    |   |                           |